# Matic Črnic
Matic Črnic, né le 12 juin 1992 à Maribor en Slovénie, est un footballeur international slovène, qui évolue au poste de milieu gauche à l'Olimpija Ljubljana.

## Biographie

### Carrière en club
Avec les clubs du NK Maribor et du NK Domžale, Matic Črnic dispute 14 matchs en Ligue Europa, pour 4 buts inscrits.

### Carrière internationale
Matic Črnic compte deux sélections avec l'équipe de Slovénie depuis 2016,.
Il est convoqué pour la première fois en équipe de Slovénie par le sélectionneur national Srečko Katanec, pour un match amical contre l'Irlande du Nord le 28 mars 2016. Il entre à la 75e minute de la rencontre, à la place de Roman Bezjak. Le match se solde par une défaite 1-0 des Slovènes.

## Palmarès
NK Maribor
- Champion de Slovénie en 2009, 2011, 2012, 2013 et 2014.
- Vainqueur de la Coupe de Slovénie en 2012.
- Vainqueur de la Supercoupe de Slovénie en 2012, 2013 et 2014.

 HNK Rijeka
- Champion de Croatie en 2017.
- Vainqueur de la Coupe de Croatie en 2017.